# IPhone SE (terza generazione)
L'iPhone SE di terza generazione è il terzo smartphone della serie SE (acronimo di Special Edition), presentato l'8 marzo 2022.

## Caratteristiche tecniche
Il dispositivo porta al debutto iOS 15.4 e monta un nuovo processore Apple A15 Bionic, già presente su iPhone 13, ma con una quantità di RAM superiore rispetto alla precedente generazione, pari a 4 GB. Con il nuovo SoC è presente la compatibilità con le reti 5G. Monta una fotocamera da 12 megapixel.

## Alimentazione
L'iPhone SE di terza generazione ha una batteria integrata ricaricabile agli ioni di litio da 2018 mAh; supporta la ricarica wireless a induzione e la ricarica rapida con alimentatore da 18W, entrambi venduti a parte. Nella confezione di vendita si trova il cavo da USB-C a Lightning.